# Race naar de Zee
De Race naar de Zee is de naam voor een periode van de Eerste Wereldoorlog, van het einde van de Duitse opmars door Frankrijk in september 1914 tot aan de uiteindelijke formering van een bijna ononderbroken frontlinie van de Zwitserse grens tot aan de Noordzeekust van België in november.

## Benaming
De benaming 'race naar de zee' is wat misleidend, omdat het doel van beide partijen niet was om als eerste bij de zee te zijn, maar om de flank van de vijand te kunnen omronden. Bij de daaropvolgende veldslagen in Picardië, Artesië en Vlaanderen wist geen van beide partijen de overhand te behalen. Bij de herhaaldelijke pogingen om daarbij de open flank van de vijand te vinden, werd de linie steeds verder doorgetrokken totdat een natuurlijk obstakel een verdere opmars verhinderde. De uiteindelijke 'finish' van de race was zelfs al ingenomen door twee partijen. Het Belgische leger, later versterkt door de Britten van de Royal Navy Division, had zich verschanst in Antwerpen. Antwerpen viel uiteindelijk op 10 oktober. De Belgische en Britse strijdkrachten hadden zich teruggetrokken naar een linie aan de rivier de IJzer, die bij Nieuwpoort in België de Noordzee instroomt.

## Verloop van de gebeurtenissen
De race wordt geacht te zijn begonnen in de laatste dagen van september 1914 na het einde van de Slag aan de Aisne, het mislukte geallieerde tegenoffensief tegen de Duitse strijdkrachten, die waren afgestopt tijdens de voorafgaande Eerste Slag bij de Marne. De route die de race nam, werd voor een groot deel bepaald door de spoorwegen in noord-zuidelijke richting die beide partijen tot hun beschikking hadden, de Fransen door Amiens en de Duitsers door Rijsel.
Het Franse Tiende Leger begon zich vanaf midden september bij Amiens te verzamelen. Op 25 september begon het aan de opmars naar het oosten. Het Duitse Zesde Leger had op 26 september Bapaume bereikt en was vervolgens opgerukt naar Thiepval op de 27e, midden in het gebied waar later de Slag aan de Somme plaats zou vinden in 1916. De Duitsers hadden zich tot doel gesteld naar het westen door te stoten naar het Kanaal, om daar de industriële en agrarische regio's van Noord-Frankrijk in te nemen, de bevoorradingsroutes van het British Expeditionary Force (BEF) af te snijden en België te isoleren. Tegelijkertijd zouden zes van de elf Duitse cavalerie divisies door Vlaanderen naar de kust galopperen.
Tussen 1 oktober en 6 oktober werd het offensief van het Duitse Zesde Leger echter ten noorden van de Somme tegengehouden door de Fransen onder leiding van generaal Ferdinand Foch. De Duitse cavalerie stuitte op het Franse XXI Corps bij Rijsel en werd eveneens tegengehouden. De enig overgebleven opening was in het noorden in Vlaanderen bij de Belgen aan de IJzer en bij de Fransen in Hauts-de-France in het zuiden.
De aandacht verplaatste zich nu naar Artois en Vlaanderen, waar de BEF bezig was zich te hergroeperen om de aanvoerroutes door Boulogne en Calais korter te maken. De Duitsers bereikten Rijsel op 13 oktober en de volgende dag bereikten de Britten Bailleul. De frontlinies in Artois werden vastgesteld bij de Slag bij La Bassée tussen 12 en 27 oktober. De Britten wisten Arras te behouden en de Duitsers Lens.
In Vlaanderen nam de Britse 7e divisie op 14 oktober posities in Ieper in. De Duitsers hadden de stad op 3 oktober bezet met een klein detachement, maar moesten zich gedwongen terugtrekken. De Britten waren van zins langs de weg naar Menen op te trekken, maar werden tegengehouden door een grotere Duitse strijdmacht. Op 21 oktober beval koning Albert van België dat de sluizen bij Nieuwpoort moesten worden geopend. De genietroepen werden hierbij geholpen door Hendrik Geeraert. Hierdoor ontstond er een ondoordringbaar moeraslandschap van ongeveer een mijl breed, zover zuidelijk als Diksmuide.
De Duitse inspanningen om een doorbraak te forceren, concentreerden zich nu op Ieper. Wat later bekend zou worden als de Eerste Slag om Ieper, begon met de eerste Duitse aanval op 21 oktober. De gevechten zouden doorgaan tot de nadagen van november, maar ondanks dat de Britse troepen gevaarlijk dun waren uitgestrekt, kwam het niet tot een doorbraak.
De race naar de zee was voorbij toen het offensief bij Ieper tot stilstand kwam, maar desondanks waren er nog een aantal openingen in het westelijk front. Vooral in de Vogezen werd het uiteindelijke front pas in het voorjaar van 1915 vastgesteld.

## Het belang van de zee

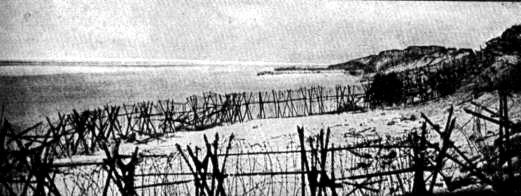
Het front bij Nieuwpoort

Terwijl de BEF bezig was met de gebeurtenissen aan de Marne en de verplaatsingen in noordelijke richting, waren er een aantal inspanningen door relatief kleine strijdmachten van het Belgische leger, Franse Fusiliers de Marine, Royal Marines, de Britse Naval Brigade (die bestond uit matrozen die een beknopte infanterietraining hadden ondergaan), de Royal Naval Air Service (RNAS) en schepen van de Royal Navy. Het doel was om Antwerpen te ondersteunen en zo Duitse troepen bezig te houden en te voorkomen dat de kust in Duitse handen zou vallen. Daardoor zouden de havens kunnen worden gebruikt voor Duitse U-boten in plaats van bevoorrading van het Britse leger. Dit en het belang van Calais en Boulogne-sur-Mer voor de bevoorrading van de BEF werden destijds al ingezien.
Om een Brits leger in Frankrijk te kunnen onderhouden, moesten de geallieerden beide kusten van het Kanaal in handen houden. Vooral het Nauw van Calais moest worden beschermd, met name tegen onderzeeboten. Met beide kuststroken in handen, konden de geallieerden een afscherming van schepen, mijnen en netten onderhouden. Het behoud van de Franse kust kon worden bereikt door een nauwe samenwerking tussen de zee- en landstrijdkrachten van België, Frankrijk en het Verenigd Koninkrijk. Uiteindelijk ging geen enkele Franse haven verloren. Hoeveel van dit aspect van de race naar de zee voor de gebeurtenissen werd begrepen, is niet helemaal duidelijk. Misschien was het duidelijk voor de Britse Admiraliteit, maar het is niet met zoveel woorden uitgesproken. De bedreiging van onderzeeboten werd zeker ingezien, maar het verslag van de gebeurtenissen van de First Sea Lord zwijgt over de noodzaak om het nauw te beschermen.
Deze overwegingen maakten de terugkeer van de BEF naar het noorden cruciaal, voordat de veranderlijke situatie was uitgehard in een vaste lijn tot aan de kust ten westen van Duinkerken. Over het algemeen kwamen de Duitse troepen die een bijdrage leverden aan de race uit het oosten van België, waar ze waren beziggehouden door de operaties rondom de verdediging van Antwerpen.